# Ewald Volhard
Franz Jakob Ewald Volhard (* 25. Mai 1900 in Gießen; † Februar 1945 in Hasselt, Kreis Kleve) war ein deutscher Ethnologe und Germanist.

## Leben und Wirken
Volhard war ein Sohn des Internisten und Nephrologen Franz Volhard. In seinem breit angelegten Werk Kannibalismus (enthalten in den Studien zur Kulturkunde) wird von diesem als einem universalen Phänomen gesprochen. Es ist bis heute die maßgebliche und umfangreichste anthropologische Studie zu diesem Thema.
Volhard studierte zunächst in Heidelberg und dann in Marburg zusammen mit seinem Freund Max Kommerell und geriet durch ihn in den George-Kreis.
Er wurde 1927 an der Universität Halle über Der Einzelne und die Gesellschaft in Fr. M. Klingers Romanen. promoviert.
Für das Institut für Kulturmorphologie (heute: Frobenius-Institut) der Johann Wolfgang Goethe-Universität in Frankfurt am Main nahm er an Forschungsexpeditionen teil, die Felsbilder untersuchten: 1934–35 nach Transjordanien und in die Libysche Wüste, 1934 nach Südfrankreich und Ostspanien.
Volhard diente im Zweiten Weltkrieg in der Wehrmacht und kam 1945 kurz vor Kriegsende ums Leben.
Sein Sohn ist der Jurist und Mäzen Rüdiger Volhard.

## Schriften
- Der Einzelne und die Gesellschaft in Fr. M. Klingers Romanen. I. Teil: Vorbedingungen; II. Teil, I. Kap.: Aufklärung. Niemeyer Verlag, Halle 1927 (zugleich Dissertation, Universität Halle/Saale 1927).[1]
- Literaturwissenschaft und Psychoanalyse. In: H. Prinzhorn (Hrsg.): Krisis der Psychoanalyse. Band 1. Hrsg. von H. Prinzhorn. Der Neue Geist Verlag, Leipzig 1928. S. 134–152.
- F. M. Klingers philosophische Romane. Der Einzelne und die Gesellschaft. Niemeyer Verlag, Halle 1930 (= Hermaea. Band 27).
- Zwischen Hegel und Nietzsche. Der Ästhetiker Friedrich Theodor Vischer. Klostermann Verlag, Frankfurt am Main 1932.
- Kannibalismus (= Studien zur Kulturkunde. Band 5). Verlag Strecker und Schröder, Stuttgart 1939 (zugleich Habilitationsschrift, Universität Berlin 1940)[2]
- Leo Frobenius. In: Paideuma. Band 1, 1938, S. 41–44.